# NK Sloga Podgorač
NK Sloga je nogometni klub iz Podgorača nedaleko Našica u Osječko-baranjskoj županiji.
NK Sloga je član Nogometnog središta Našice te Nogometnog saveza Osječko-baranjske županije. U klubu treniraju dvije kategorije: pioniri i seniori.
Klub je osnovan 1921.
Klub u sezoni 2014/15. ispada iz 2. ŽNL Našice, ali odmah sljedeće sezone se vraća u istu ligu kao prvak 3. ŽNL Osječko-baranjska Liga NS Našice za sezonu 2015/16. 
U sezoni 2023/24. kao prvak sudjeluje u kavliikacijama za 1. ŽNL, ali u dvije utakmice rezultatom 2:0, 2:0, bolja je bila ekipa NK BSK Termia Bizovac.
Trenutno se natječe u 2. ŽNL Našice.

## Uspjesi kluba
2015./16.- prvak 3. ŽNL Liga NS Našice.
2023./24.- prvak 2. ŽNL NS Našice.

## Vanjske poveznice
- http://www.nogos.info/  Arhivirana inačica izvorne stranice od 22. svibnja 2016. (Wayback Machine)